# Línea directa

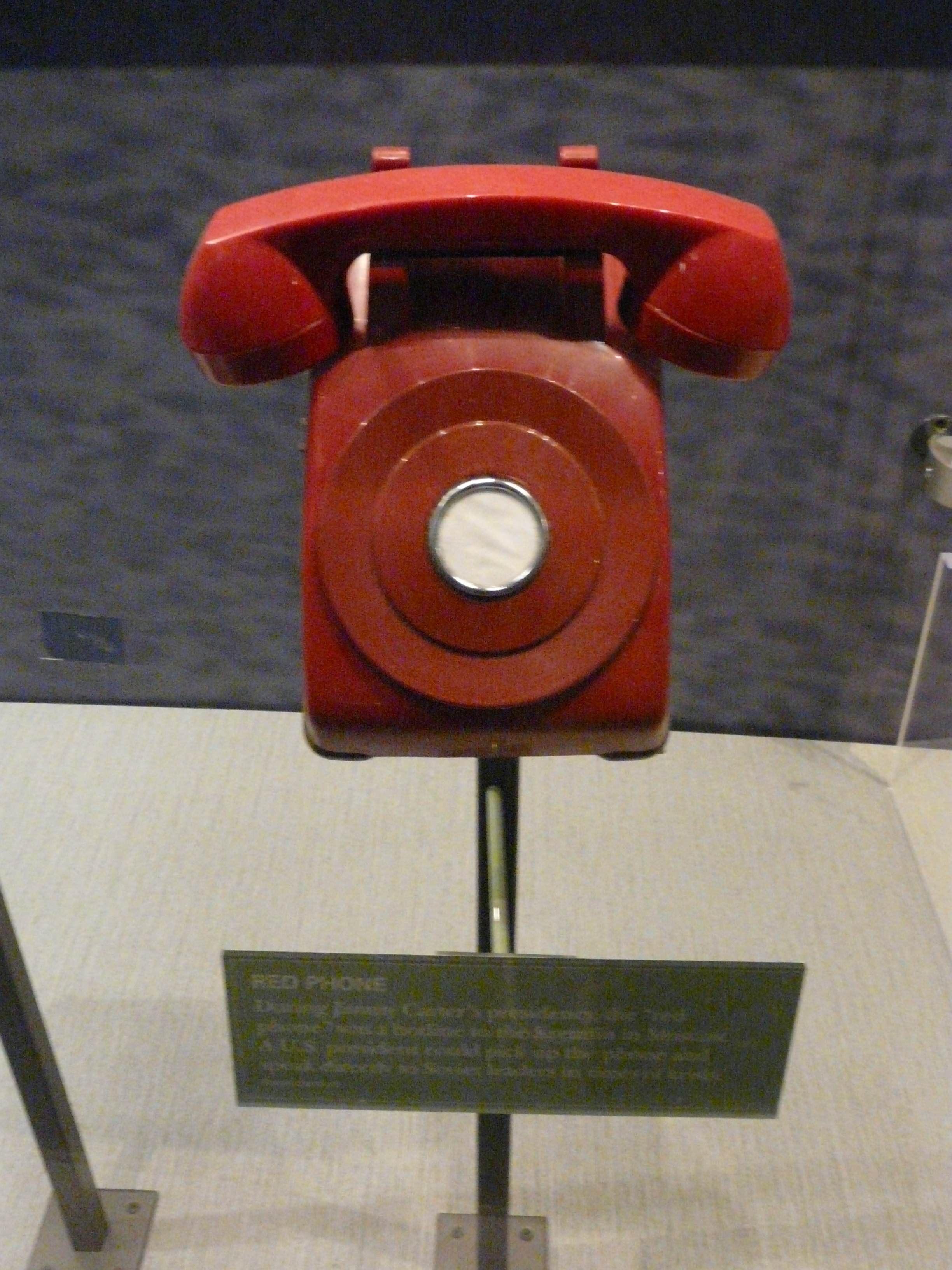
Un típico teléfono rojo sin discado utilizado para líneas directas. Este es un accesorio que se exhibe en la Biblioteca y Museo Jimmy Carter, que representa erróneamente la línea directa Moscú-Washington.

Una línea directa es un enlace de comunicaciones punto a punto en el que una llamada se dirige automáticamente al destino preseleccionado sin ninguna acción adicional por parte del usuario cuando el instrumento final se descuelga. Un ejemplo sería un teléfono que se conecta automáticamente a los servicios de emergencia al descolgar el auricular. Por lo tanto, los teléfonos de línea directa dedicados no necesitan un dial giratorio o un teclado. Una línea directa también se puede llamar un servicio de señalización automática, llamada o descolgado.

## Para crisis y servicio
Las líneas directas reales no se pueden utilizar para crear llamadas que no sean a destinos prestablecidos. Sin embargo, en el uso común, una "línea directa" a menudo se refiere a un centro de llamadas al que se puede acceder marcando un número de teléfono estándar o, a veces, los propios números de teléfono.
Este es especialmente el caso de los números no comerciales que funcionan las 24 horas, como las líneas directas de información policial o las líneas directas de crisis por suicidio, que cuentan con personal las 24 horas y, por lo tanto, dan la apariencia de líneas directas reales. Sin embargo, cada vez más, se encuentra que el término se aplica a cualquier número de teléfono de servicio al cliente.

## Entre estados

### Rusia-Estados Unidos

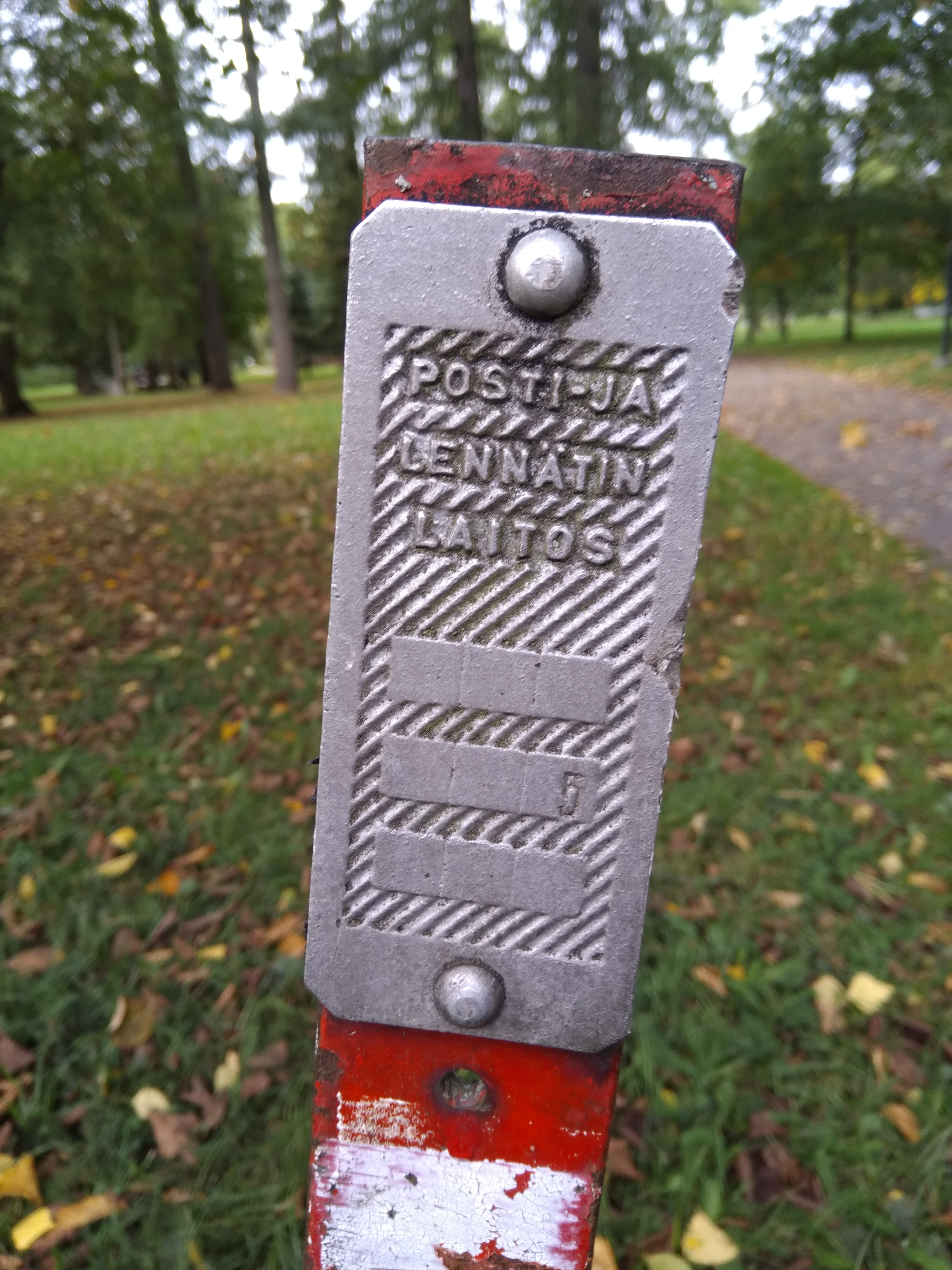
En Finlandia todavía hay varios carteles que marcan la ubicación del cable de la línea directa Moscú-Washington. Este está en Forssa. El texto dice "Departamento de correos y telégrafos".

La línea directa más famosa entre estados es la línea directa Moscú-Washington, que también se conoce como el "teléfono rojo", aunque los teléfonos nunca se han utilizado con esta capacidad. Este enlace de comunicaciones directas se estableció el 20 de junio de 1963, a raíz de la Crisis de los Misiles en Cuba que convenció a ambos lados de la necesidad de mejores comunicaciones, y utilizó tecnología de teletipo, luego reemplazada por telecopiadora y luego por correo electrónico.

### Reino Unido–Estados Unidos
Ya durante la Segunda Guerra Mundial — dos décadas antes de que se estableciera la línea directa Washington-Moscú — había una línea directa entre el número 10 de Downing Street y el búnker de la Sala de Guerra del Gabinete debajo del Tesoro, Whitehall; con la Casa Blanca en Washington D. C. De 1943 a 1946, este enlace se hizo seguro mediante el uso de la primera máquina de encriptación de voz, llamada SIGSALY .

### China-Rusia
Se utilizó una conexión de línea directa entre Beijing y Moscú durante el enfrentamiento fronterizo de 1969 entre los dos países. Sin embargo, los chinos rechazaron los intentos de paz rusos y terminaron el enlace de comunicaciones. Después de una reconciliación entre los antiguos enemigos, la línea directa entre China y Rusia se restableció en 1996.